# Juan David Nasio
Juan David Nasio (Rosario, Santa Fe, 1942) és una psiquiatra, psicoanalista i escriptor argentí.
Va estudiar medicina a la Universitat de Buenos Aires (UBA) i es va especialitzar en psiquiatria a l'Hospital Evita de Lanús. Ja el 1969 es va traslladar a França, on va entrar en contacte amb Jacques Lacan i va assistir als seus seminaris, va revisar la traducció a l'espanyol dels seus escrits. Tres anys després d'haver arribat va ser designat docent de la Universitat París VII, la Sorbona, on va ser durant trenta anys docent. Va escriure trenta-tres llibres que van ser traduïts a tretze idiomes. El 2016 va rebre el títol de doctor honoris causa per part de la Universitat Nacional de Rosario (UNR). A partir de 1978 va dirigir un seminari en el marc de l'Escola Freudiana de París i, després de la seva dissolució, va fundar ja en els anys vuitanta els Seminaris Psicoanalítics de París. Prolífic autor, va escriure més de trenta llibres traduïts a tretze idiomes, entre els quals es troben "El dolor de la histèria", "Com treballa un psicoanalista?", "Com actuar amb un adolescent difícil?" i l'últim editat en l'Argentina "Art i psicoanàlisi". Entre els múltiples premis rebuts durant la seva carrera professional es troben la Legió d'Honor el 1999, i l'Ordre del Mèrit del govern de França en 2004. El 2001 Rosario el va declarar ciutadà il·lustre.